# Тернебоміт
Тернебоміт (рос. тернебомит; англ. törnebohmite; нім. Törnebohmit m) — мінерал, силікат рідкісних земель острівної будови.
Названий за прізвищем шведського геолога А. Е. Тернебома (Ф. Е. Törnebohm). (P.Geijer, 1921).

## Опис
Хімічна формула:
- 1. За Є. К. Лазаренком: (Сe, La, Al)3[OH (SiO4)3].
- 2. За Г.Штрюбелем, З. Х. Ціммером: (Сe, La, Al)3[OH|O (Si2O7)].

Склад у % (з родов. Бастнез, Швеція): Ce2O3 — 27,52; (La, Dy)2O3 — 34,85; Al2O3 — 8,55; SiO2 — 20,37. Домішки: FeO, MgO, CaO, F2. Сингонія моноклінна. Утворює зернисті агрегати, зливні маси. Густина 4,5—4,9. Тв. 4,5—5,0. Колір яскравий, оливково-зелений.

## Розповсюдження
Зустрічається з церитом, ортитом і бритолітом у лужних пегматитах і скарнах. Знайдений з церитом і ортитом у родов. Бастнез (Швеція), Киштимському р-ні (Урал), Джемстаун (Колорадо, США). Рідкісний.